# 郝宏军
郝宏军（1962年12月—），中华人民共和国政治人物。第十四届全国政协委员。中国共产党大连市第十二届委员会常务委员会委员。辽宁省第十二、第十三届政协委员。

## 生平
1962年12月，郝宏军出生。1988年4月加入中国共产党。原是阜新市有线电二厂技术科的一名工作者，之后进入共青团阜新市委，最终出任书记。之后陆续出任中共阜新市清河门区委副书记兼区长、书记兼区长；阜新市公安局副局长兼党委副书记、阜新市公安局局长、党委书记；营口市人民政府副市长、党组成员，营口市公安局局长、常委书记；中共抚顺市委常委、抚顺市纪律检查委员会书记。
2016年6月，郝宏军调任中共大连市委常委、纪律检查委员会书记。2018年1月兼任市监察委员会主任。
2019年12月，郝宏军升任中共辽宁省纪律检查委员会副书记，次年1月兼任辽宁省监察委员会副主任。
2022年1月，郝宏军调任大连市政协党组书记、主席。
2023年2月5日，郝宏军涉嫌“严重违纪违法”接受中纪委国家监委纪律审查和监察调查。
邯鄲市人民檢察院指控郝宏軍2006年1月至2023年春節前，利用擔任遼寧省營口市副市長、市公安局黨委書記、局長；遼寧省撫順市委常委、市紀委書記；遼寧省大連市委常委、市紀委書記、監委主任；遼寧省紀委副書記、監委副主任；大連市政協主席等職務之便，替單位和個人在銀行股份購買及轉讓、工程承攬、商品銷售、案件處理、職務晉升等事項上提供幫助，並非法收受財物，共計人民幣7498萬餘元，由邯鄲市中級人民法院於2024年8月22日進行开庭审理。2024年12月26日，邯郸市中级人民法院一审以受贿罪判处郝宏軍无期徒刑，剥夺政治权利终身，并处没收个人全部财产。